# A-F Records
A-F Records es una compañía discográfica independiente con sede en Pittsburgh, (Pensilvania, EE. UU., creada por el grupo Anti-Flag. El objetivo de la discográfica es tratar de dar a conocer grupos de punk rock con una fuerte conciencia política.

## Grupos
- The Code
- Destruction Made Simple
- Endless Struggle
- Inhuman
- Intro5pect
- Justin Sane (álbumes en solitario de Justin Sane, cantante/guitarrista de Anti-Flag)
- The Methadones
- Modey Lemon
- Much The Same
- New Mexican Disaster Squad
- Pipedown
- Red Lights Flash
- Tabula Rasa
- Thought Riot
- The Unseen
- The Vacancy
- Virus Nine
- Whatever It Takes (un proyecto hermano de Chris Barker, también conocido como Chris #2 de Anti-Flag)